# Francisco Lersundi y Hormaechea
Pour l’homme politique espagnol, voir Juan Hormaechea.
Francisco Lersundi Hormaechea, né à Valence en 1817 et mort à Bayonne en 1874 est un militaire et homme d'État espagnol.

## Biographie
Il se distingue lors de combats au cours de la première guerre carliste. Durant sa carrière, il occupe un poste au ministère de la Guerre à deux reprises (1851-1852, 1853 et 1864), puis le poste de président du Conseil des ministres (1853), ministre de la Marine (1856-1857) et capitaine général de Cuba (1866-1869).
Son arrière-petit-fils est le journaliste Hermann Tertsch.